# Erich Lübbert
Erich Ferdinand August Lübbert (Buchwald, 4 de enero de 1883-Windhoek, 19 de julio de 1963) fue un abogado y empresario alemán, jefe de la compañía Dyckerhoff & Widmann.

## Biografía
Estudió derecho en la Universidad Humboldt de Berlín y en la Universidad de Breslavia. En 1906 consiguió el título de Legum Doctor y a continuación empezó a trabajar de abogado en Hamburgo. En 1910 se fue a trabajar a Lüderitz (África del Sudoeste Alemana, hoy Namibia) en asuntos relacionados con el derecho minero. En 1920 fue director de la Consolidated Diamond Mines of South-West-Africa Limited en Ciudad del Cabo, compañía que cofundó junto con Ernest Oppenheimer. Debido a su competencia en los asuntos de derecho minero consiguió establecer vínculos con los círculos económicos y financieros más influyentes.
En 1924 regresó a Alemania, donde fue nombrado director general de la AG für Verkehrswesen. Adquirió el Schloss Sommerswalde como residencia familiar. En 1928 entró en el consejo de administración de Dyckerhoff & Widmann, cuyas acciones compró en 1937 bajo la compañía Dr. Lübbert & Co. KG. Después convirtió Dyckerhoff & Widmann en una sociedad en comandita, cuyos socios, aparte de Lübbert, eran Hans Kreißelmeier, Eugen Schulz y Gustav Wolff.
Fue miembro del consejo económico de los Cascos de Acero.
El 19 de noviembre de 1932 firmó el conocido como Industrielleneingabe, donde se instaba a Paul von Hindenburg a que nombrara a Adolf Hitler canciller. También perteneció a la organización pro-profascista Gesellschaft zum Studium des Faschismus, fundada en 1931. Walther Funk declaró en los Juicios de Núremberg que Lübbert dirigía un círculo de empresarios alrededor de la figura de Ernst Röhm, similar al Freundeskreis der Wirtschaft alrededor de la figura de Heinrich Himmler.
Pasó sus últimos años en su granja Erichsfelde, en África del Sudoeste.